# Тарлик (Саратовська область)
Тарлик (рос. Тарлык) — село у Енгельському районі Саратовської області Російської Федерації.
Населення становить 51 особу. Належить до муніципального утворення Безим'янське муніципальне утворення.

## Історія
Населений пункт розташований у межах українського історичного та культурного регіону Жовтий Клин.
До 1941 року належав до АРСР Німців Поволжя. Орган місцевого самоврядування від 2004 року — Безим'янське муніципальне утворення.

## Населення
| 2010 | 2019 |
| ---- | ---- |
| 34   | ↗51  |